# Mein Name ist Gator
Mein Name ist Gator (Originaltitel: Gator) ist ein US-amerikanischer Actionfilm aus dem Jahr 1976 und der Nachfolger von Der Tiger hetzt die Meute aus dem Jahr 1973. Regie führte Burt Reynolds, der auch die Hauptrolle übernahm; das Drehbuch schrieb William W. Norton.

## Handlung
Gator McKlusky wird wegen Schwarzbrennerei zu einer Haftstrafe verurteilt. Nach der Entlassung aus dem Gefängnis wohnt er bei seinem Vater, der weiterhin illegal Alkohol herstellt. FBI-Agenten wenden sich an Gator und fordern von ihm, dass er bei der Überführung des mit ihm befreundeten Bandenchefs Bama McCall hilft. Andernfalls soll er erneut verhaftet werden. McKlusky willigt ein und unterwandert die Organisation McCalls. Dabei lernt er die Fernsehreporterin Aggie Maybank kennen, in die er sich verliebt und mit der er eine Beziehung beginnt.

## Kritiken
Roger Ebert schrieb in der Chicago Sun-Times vom 29. Juli 1976, Mein Name ist Gator sei noch ein weiterer Film seiner Art mit archetypischen Figuren – wie Ebert befürchtete, nicht der letzte des Sommers. Die Szenen würden wie ein Abwasch der Klischees der Action- und Liebesfilme wirken.
Das Lexikon des internationalen Films schrieb, der Film sei ein „anspruchsloser, aber flott inszenierter Krimi im Stil von Fernsehserien“.
Die Zeitschrift Cinema schrieb, der Film sei „ziemlich flach, aber rasant inszeniert“.
Die Zeitschrift Prisma schrieb, der Film beinhalte „bravouröse Action-Szenen im pittoresken Sumpfwaldmilieu Georgias“ und zeige „beachtliches Vergnügen an Selbstironie“ von Reynolds.

## Hintergrund
Der Film wurde in Savannah und in einigen anderen Orten in Georgia gedreht. Seine US-Premiere fand am 25. August 1976 in New York City statt. Der Film kam am 23. Dezember 1976 in die deutschen Kinos.